# Lučki most
Lučki most (stari nazivi: Jelisavin most, Most prestolonasljednika Petra, Most maršala Tita) je most preko rijeke Neretve u gradu Metkoviću. 
Most je otvoren za promet 5. prosinca 1895. Tada je nosio naziv prema carici Elizabeti Austrijskoj, supruzi Franje Josipa I. Bio je to most s tri luka spajana zakovicama koji je kroz svoju povijest mijenjao naziv, već prema političkim prilikama. 
Tijekom Drugog svjetskog rata, prigodom povlačenja hrvatskih oružanih snaga i njemačke vojske u listopadu 1944. most je bio miniran, ali ne i srušen. Ono što nije tada učinjeno, učinjeno je u noći s 29. na 30. siječnja 1945. most su srušili pripadnici hrvatskih oružanih snaga prilikom iznenadnog povlačenja iz Mostara. Tom prigodom ubijen je i stražar na mostu. Od siline eksplozije srušen je luk prema desnoj obali Neretve, a oštećen je i središnji luk. Rušenjem mosta napravljena je velika šteta prometu i gospodarstvu, kako Metkovića, tako i cijele šire regije. Most je obnavljan sve do 1948. godine. Do završetka obnove automobili, zaprežna kola, stoka i ljudi prelazili su Neretvu preko skele na čelično uže koja se nalazila 100-tinjak metara uzvodno.
Današnji izgled Lučki most ima od 1973. godine, kada je dovršena jednogodišnja rekonstrukcija današnjeg Lučkoga mosta. Na dva drvena pilona starog trolučnog željeznog mosta, koji su adaptirani za potrebe nove čelične kontinurane punostijene konstrukcije s tri jednaka raspona od po 49,35 m. Širina mosta je 12,30 m, s kolnikom širokim 7 m i dva pješačka hodnika po 1,5 m. Ukupna duljina mosta je 157 m.
Most je rekonstruiran jer nije zadovoljavao sve veće prometne potrebe, pogotovo jer nije imao dva vozna traka. Iako je most stagnacijom prometa u Luci Metković izgubio nekadašnje gospodarsko značenje, preko njega je povećan lokalni promet jer spaja dvije strane grada Metkovića. Taj promet bit će još veći kada Metković dobije spoj na autocestu A1.

### Zanimljivosti
- Svake godine, druge subote u kolovozu vozi se poznati turističko-sportski spektakl, Maraton lađa na Neretvi, čiji je start upravo ispod Lučkog mosta.

- Iako je od Lučki most od mora udaljen 20 kilometara, prodor mora u Neretvu je toliko jak da se u prilikom ribolova ispod mosta u površinskom dijelu rijeke lovi riječna, a pri dnu morska riba.

## Vanjske poveznice
- 120 godina od gradnje željeznoga mosta u Metkoviću